# الانتخابات البلدية الهولندية 2018

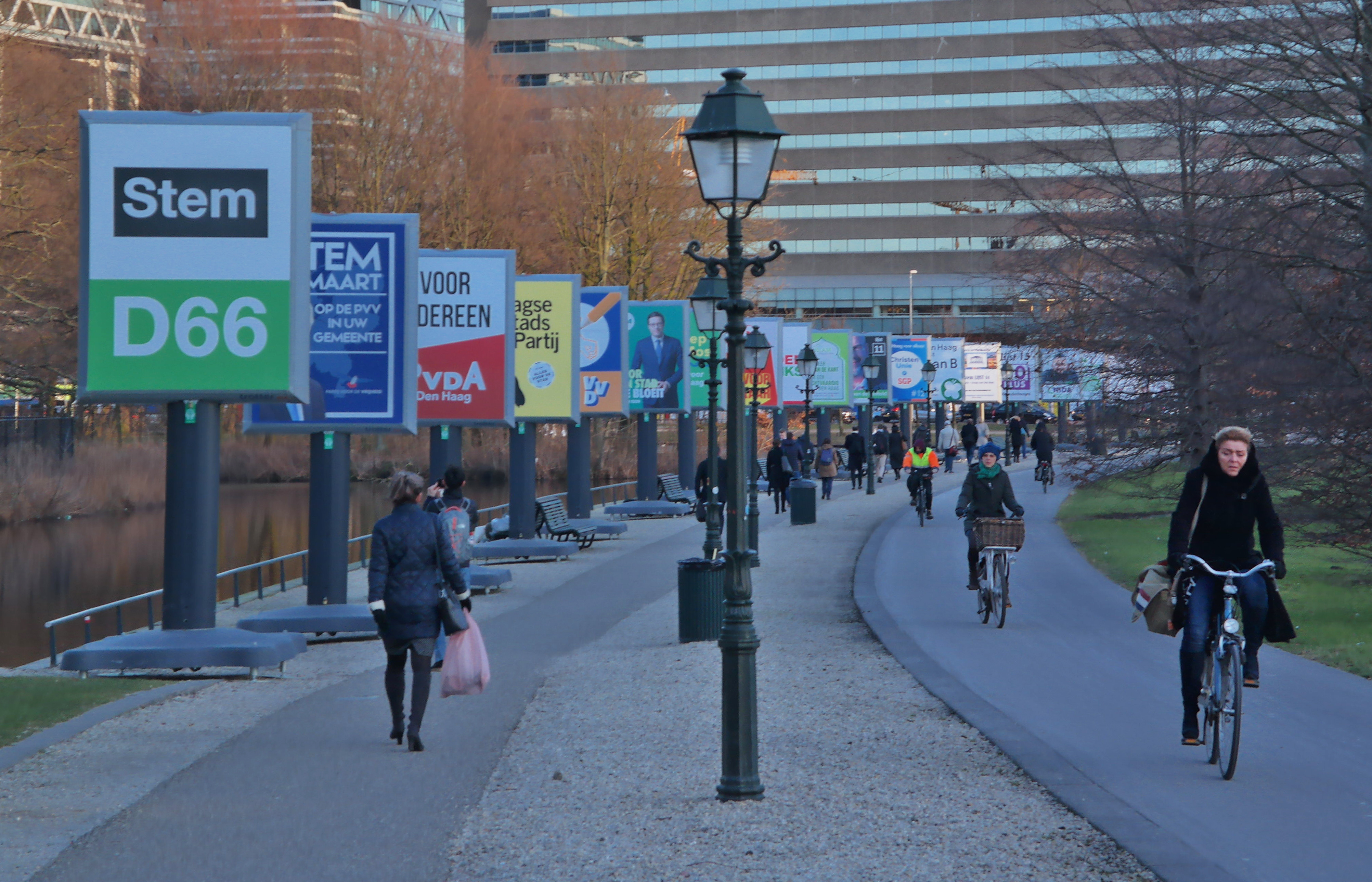

تمت الانتخابات البلدية الهولندية عام 2018 في 21 مارس 2018 في 335 بلدية، لانتخاب أعضاء المجالس البلدية في هولندا. حددت هذه الانتخابات تشكيل المجالس البلدية للسنوات الأربع التالية. تزامنت الانتخابات مع استفتاء قانون المخابرات والأمن.